# The Invitation Tour
The Invitation Tour — концертный тур рэпера 50 Cent, организованный в поддержку его альбомов Before I Self Destruct и Black Magic (выпуск которого впоследствии был отменён). В турне приняли участие также члены его группы G-Unit: Tony Yayo, Ллойд Бэнкс, 40 Glocc, Spider Loc, Trav и Governor. Другими артистами, также принявшими участие в туре, являются Jay Electronica, Jay Rock, Lil B, Ludacris, E-40, а также профессиональный боксёр Флойд Мэйвезер вместе с бразильским футболистом Роналдинью.

## Предыстория
50 Cent заявил, что его группа G-Unit не будут гастролировать вместе с ним, в связи с тем, что Ллойд Бэнкс занят раскруткой своего первого сингла «Beamer, Benz, or Bentley» с нового альбома H.F.M. 2 (The Hunger for More 2), а Tony Yayo завершением работы над своим следующим альбомом. Однако позже они присоединились к 50 Cent’у. По словам Tony Yayo, он не мог пропустить данный тур. 50 Cent также сказал, что он будет исполнять песни со своего четвёртого студийного альбома Before I Self Destruct и ещё не вышедшего пятого студийного альбома, Black Magic. Помимо этого, он объявил, что подписал новых артистов на свой лейбл, которые также будут гастролировать вместе с ним. Среди музыкантов, принявших участие в выступлениях вместе с 50 Cent были R&B-артист Governor, рэперы Jay Electronica, Ludacris, Soulja Boy.

## Города
Изначально были объявлены 19 городов, но затем из списка были удалены несколько выступлений: 28 мая в Кливленде, 11 июня в Далласе, 17 июня в Атланте, 19 июня в Рали и 22 июня в Нью-Йорке. Тем не менее, были добавлены следующие 3 города: Вентура, Сент-Питерсберг и Левистон. Позже были добавлены выступления в Бразилии.
| Дата             | Город            | Страна           | Арена                       |
| Северная Америка | Северная Америка | Северная Америка | Северная Америка            |
| ---------------- | ---------------- | ---------------- | --------------------------- |
| 29 мая 2010      | Детройт          | США              | Chene Park                  |
| 30 мая 2010      | Чикаго           | США              | UIC Pavilion                |
| 1 июня 2010      | Денвер           | США              | Filmore                     |
| 3 июня 2010      | Сан-Франциско    | США              | The Warfield                |
| 4 июня 2010      | Лос-Анджелес     | США              | Nokia Theatre L.A. Live     |
| 5 июня 2010      | Вентура          | США              | Majestic Ventura Theater    |
| 6 июня 2010      | Лас-Вегас        | США              | Pearl Concert Theater       |
| 7 июня 2010      | Финикс           | США              | Celebrity Theater           |
| 10 июня 2010     | Канзас-Сити      | США              | Midland Theatre             |
| 12 июня 2010     | Хьюстон          | США              | Arena Theater               |
| 15 июня 2010     | Майами           | США              | Filmore                     |
| 16 июня 2010     | Сент-Питерсберг  | США              | Jannus Live                 |
| 18 июня 2010     | Мертл-Бич        | США              | House of Blues              |
| 20 июня 2010     | Льюистон         | США              | Lewiston Urban Civic Center |
| 23 июня 2010     | Уоллингфорд      | США              | Oakdale Theatre             |
| 24 июня 2010     | Бостон           | США              | House of Blues              |
| 25 июня 2010     | Атлантик-Сити    | США              | House of Blues              |
| Южная Америка    |                  |                  |                             |
| 9 июля 2010      | Салвадор         | Бразилия         | Wet n’ Wild                 |
| 10 июля 2010     | Гояния           | Бразилия         | Fasam University            |
| 15 июля 2010     | Сан-Паулу        | Бразилия         | Via Funchal                 |
| 16 июля 2010     | Белу-Оризонти    | Бразилия         | Mineirinho                  |
| 17 июля 2010     | Рио-де-Жанейро   | Бразилия         | Marina da Glória            |
| 18 июля 2010     | Флорианополис    | Бразилия         | Passarela Nego Querido      |